# Chilabothrus striatus
Chilabothrus striatus är en ormart som beskrevs av Fischer 1856. Chilabothrus striatus ingår i släktet Chilabothrus och familjen Boidae. Svenska handlare av terrariedjur använder namnet Haitiboa för arten. 
Arten förekommer på Hispaniola. Honor lägger inga ägg utan föder levande ungar.

## Underarter
Arten delas in i följande underarter:
- C. s. striatus
- C. s. ailurus
- C. s. fosteri
- C. s. fowleri
- C. s. exagistus
- C. s. mccraniei
- C. s. strigilatus
- C. s. warreni